# Christa Winsloe
Christa Winsloe  (23 de dezembro de 1888 – 10 de junho de 1944), anteriormente Baronesa Christa von Hatvany-Deutsch, foi uma romancista, dramaturga e escultora germano-húngara, mais conhecida por sua peça Gestern und Heute filmada em 1931 como Mädchen in Uniform, e um remake de 1958. Winsloe foi a primeira a escrever uma peça sobre homossexualidade feminina na República de Weimar, mas sem uma "crítica radical à discriminação social das mulheres lésbicas".

## Primeiros anos
Christa Winsloe nasceu em Darmstadt, filha do oficial militar Arthur Winsloe e sua esposa Katharina Elisabeth Scherz. Sua mãe morreu inesperadamente em 1900 e Christa foi enviada ao Kaiserin-Augusta-Stift, um internato muito rigoroso de Potsdam, onde as meninas da aristocracia eram treinadas para aprender disciplina e submissão. Essa experiência inspiraria seu trabalho posterior: "[...] quando adulta, Winsloe teve que escrever esse pesadelo para tirá-lo do peito".
Em 1909, ela estudou escultura em Munique (com interesse em esculpir animais), contra o consentimento da família, uma vez que, na época, a profissão era considerada 'não feminina'.
Em 1913, ela se casou com o Barão Lajos Hatvany-Deutsch (1880–1961), um rico escritor e proprietário de terras húngaro, ficando conhecida como Baronesa Christa von Hatvany-Deutsch. Enquanto estava casada, começou a escrever Das Mädchen Manuela (A Menina Manuela), um conto baseado em suas experiências no Kaiserin-Augusta, que ela decidiu não publicar. Logo depois seu casamento terminou e Hatvany lhe concedeu uma pensão generosa após o divórcio.

## Carreira
Em 1930, Winsloe escreveu a peça Knight Nerestan, que foi produzida em Leipzig, e depois em Berlim, sob o título Gestern und heute (Ontem e Hoje). O sucesso da peça levou a uma versão cinematográfica, em 1931, chamada Mädchen in Uniform, tendo Winsloe atuado como uma das roteiristas, e participando da decisão de mudar o final. Na peça, a jovem estudante Manuela é destruída pela rejeição da sua professora, Fräulein Elizabeth von Bernburg, que não se atreveu a posicionar-se contra a diretora, ou a opor-se aos brutais métodos educativos da instituição de ensino, contribuindo para o suicídio da protagonista. O filme é mais ambíguo, com von Bernburg tentando defender a estudante, e a si mesma. A versão cinematográfica também foi um sucesso considerável, tanto financeiramente quanto junto à crítica, provavelmente, devido a sua estética e ao fato de ter somente personagens femininas . O aspecto lésbico da história foi minimizado e retratado como uma paixão adolescente, mesmo tendo Winsloe como coautora do roteiro, e Leontine Sagan (que na peça havia enfatizado o aspecto lésbico), como diretora.
Em resposta à minimização dos temas lésbicos pela peça e pelo filme, Winsloe completou e publicou seu romance Das Mädchen Manuela (A Menina Manuela) em 1933, como uma versão novelizada e mais ousada, que enfatizou o enredo lésbico.
Winsloe não publicou mais depois de Das Mädchen Manuela porque não queria escrever sob as regras e condições impostas pelo Departamento de Literatura Alemã. Logo, todos os seus livros e artigos estavam no índice nazista de 'literatura indesejada' e foi considerada 'politicamente não confiável'. No entanto, durante a Segunda Guerra Mundial, ela escreveu roteiros para Georg Wilhelm Pabst.

## Vida pessoal e morte
Com a força da aclamação de Mädchen in Uniform, Winsloe mudou-se para Berlim, onde na época havia uma subcultura lésbica. Ela tinha muito dinheiro (da pensão do ex-marido), trabalhava como escultora de animais e tinha um amplo círculo de amigos. Era membro do SPD (os social-democratas alemães, então em grande parte reformistas de orientação marxista) e era aberta sobre sua sexualidade. Winsloe se envolveu em um relacionamento com a jornalista Dorothy Thompson, provavelmente antes da Segunda Guerra Mundial, quando Thompson estava trabalhando em Berlim.
No início da guerra, Winsloe fugiu do regime nazista com a sua amante, Dorothy Thompson, que havia alertado contra Hitler desde o início, e foi uma das primeiras mulheres a entrevistar o ditador. Elas passaram um tempo na Itália e depois seguiram para os EUA, mas Winsloe não gostou do país. Seus roteiros foram rejeitados pelos produtores de Hollywood e ela não queria escrever em inglês, tomando a decisão de deixar Thompson e voltar para a Europa em 1935. Ela passou os anos seguintes viajando entre Itália, França, Hungria, Áustria e Alemanha.
Em outubro de 1939, Winsloe estabeleceu-se em Cagnes, na França, onde conheceu a autora suíça Simone Gentet. Elas permaneceram juntas durante os anos seguintes e Gentet traduziu algumas das obras de Winsloe para o francês. As duas mulheres também ofereceram apoio temporário e refúgio a pessoas que fugiam do regime nazista.
Após uma ordem de evacuação imediata em 10 de junho de 1944, Winsloe e Gentet foram falsamente acusadas de serem espiãs nazistas por quatro franceses e eles, sumariamente, atiraram e mataram as duas mulheres em uma floresta perto da cidade rural de Cluny.

## Obras

### Peças
- Gestern und Heute  (1930)

### Filmes
- Mädchen in Uniform (1931)

### Romances
- Das Mädchen Manuela (1933)
- Life Begins (1935)

#### Trabalhos não publicados
- Sylvia und Sybille (peça, 1931)
- Die halbe Geige (romance, 1935)[7]